# イオンネクスト
イオンネクスト株式会社（英: AEON Next Co., Ltd.）は、千葉県千葉市に本社を置く日本のネットスーパー事業会社で、イオン株式会社の子会社。

## 概要
イオングループ初のネットスーパー専業事業者として、イギリスのネットスーパー大手Ocadoとのパートナーシップ契約のもと、オンラインマーケット「Green Beans（グリーンビーンズ）」を運営し、注文から配送までをワンストップで担うサービスを首都圏エリアの一部にて提供している。

## 沿革
- 2019年
  - 11月29日 - イオン株式会社がOcado Group plcの子会社である、Ocado Solutionsと日本国内における独占パートナーシップ契約を締結。Ocadoのソリューションを利用したネットスーパー専業の新会社を設立し、サービスの提供を発表[3]
  - 12月20日 - イオン株式会社の100%出資により、イオンネクスト準備株式会社を設立。
- 2020年8月19日 - 千葉県千葉市緑区誉田町のCFC（顧客フルフィルメントセンター）建設予定用地の取得に関する予約契約をエム・ケー株式会社と締結[4]。
- 2021年
  - 4月23日 - CFCの起工式が行われ、建設を開始[5]。
  - 12月22日 - グループ会社のイオンモール株式会社と共同で、東京都八王子市に当社のCFCを併設した次世代型複合商業施設の出店を発表[6]。
- 2023年
  - 4月4日 - オンラインマーケットのブランド名を「Green Beans」とし、サービス開始時期を同年夏とすることを発表[7]。
  - 7月10日 - 「Green Beans」のサービス提供を開始。当初は東京都の5区（新宿区・渋谷区・千代田区・中央区・大田区）と千葉県の3市（千葉市・船橋市・習志野市）でのスタートとなる[8]。
  - 7月24日 - サービスエリアを東京都の2区（品川区・港区）と千葉県市川市へ拡大[9]。
  - 9月4日 - サービスエリアを神奈川県にも拡げ、川崎市の2区（高津区・中原区）でも利用可能となる[10]。
  - 10月10日 - サービスエリアを千葉県浦安市へ拡大[11]。
  - 10月16日 - サービスエリアを東京都目黒区及び世田谷区の一部へ拡大[12]。
  - 10月24日 - サービスエリアを東京都の2区（江東区・江戸川区）へ拡大するとともに、世田谷区のサービスエリアを全域に拡大[13]。
  - 11月8日 - サービスエリアを千葉県の2市（八千代市・四街道市）へ拡大するとともに、神奈川県川崎市のサービスエリアを全域に拡大[14]。
  - 11月22日 - サービスエリアを千葉県市原市の一部地区へ拡大[15]。